# Philodryas georgeboulengeri
Philodryas georgeboulengeri là một loài rắn trong họ Rắn nước. Loài này được Grazziotin Et Al. mô tả khoa học đầu tiên năm 2012.